# Substrat (jord)
 For alternative betydninger, se Substrat. (Se også artikler, som begynder med Substrat)
Når jord bliver betragtet som et materiale, der kan dyrkes planter i, bruger man betegnelsen dyrkningssubstrat. Dyrkningsjord kan være én af de naturlige jordtyper, eller den kan være fremstillet ved blanding af forskellige materialer, og så kan dyrkningsmediet bestå af én enkelt slags materiale. Under de intensive dyrkningsformer, der praktiseres inden for flere af jordbrugserhvervene, kan den naturlige jord være for uensartet og for uforudsigelig til, at man kan dyrke i den med et sikkert udbytte. Derfor er den naturlige jord sjældent det første valg ved intensiv dyrkning i f.eks. væksthuse, dyrkningskamre og vindueskarme.

## Krav til dyrkningssubstrater
Substraterne er beregnet til dyrkning af planter, og de skal derfor opfylde nogle krav, som begunstiger dyrkningen af netop den slags planter, man ønsker at arbejde med. Fælles for alle dyrkningssubstrater er, at de opfylder følgende krav:
- De skal have en høj porøsitet
- De skal være inaktive, altså ikke kunne forvirre en styret dyrkning
- De skal være lette
- De skal være ugiftige
- De skal være tiltalende at se på

Derudover kan der være særlige krav, som substratet skal kunne opfylde i forbindelse med dyrkning af bestemte plantetyper. Det kan f.eks. være:
- Stort syreindhold (til surbundsplanter)
- Stor vandholdende evne (til sumpplanter)
- Fri for ukrudtsfrø (til dyrkning af helt unge kimplanter)[2]

## De blandede substrater
Rosenjord, rhododendronjord, såjord, træplantningsjord, topdressing er eksempler på substrater, der sælges som specielt egnede dyrkningsmaterialer for bestemte plantetyper. Forskellen mellem substraterne kan være forbavsende lille, og i reglen vil planterne kunne gro ganske udmærket i substrater, der påstås at væer specielt beregnede til helt andre planter.
Til de blandede substrater hører også blandinger som stenuld/sphagnum, sphagnum/perlite, kompost/leca, der især bruges ved dyrkning af potteplanter.

## Substrater uden iblanding
Her bør den såkaldte spagnum nævnes først, da den endnu er mest brugt. Forskellige typer af kompost sælges også som dyrkningssubstrater eller jordforbedringsmidler. Og endelig findes der nogle restprodukter, som mest finder anvendelse under hobbyforhold: cacaoskaller, barkflis, tangkompost, kaffegrums og champignonmuld f.eks.